# Cantone di Le Chesne
Il Cantone di Le Chesne era una divisione amministrativa dell'arrondissement di Vouziers
A seguito della riforma approvata con decreto del 21 febbraio 2014, che ha avuto attuazione dopo le elezioni dipartimentali del 2015, è stato soppresso.

## Composizione
Comprendeva i comuni di:
- Les Alleux
- Les Grandes-Armoises
- Les Petites-Armoises
- Authe
- Autruche
- Belleville-et-Châtillon-sur-Bar
- Boult-aux-Bois
- Brieulles-sur-Bar
- Le Chesne
- Germont
- Louvergny
- Montgon
- Noirval
- Sauville
- Sy
- Tannay
- Verrières